# 騷沙音樂

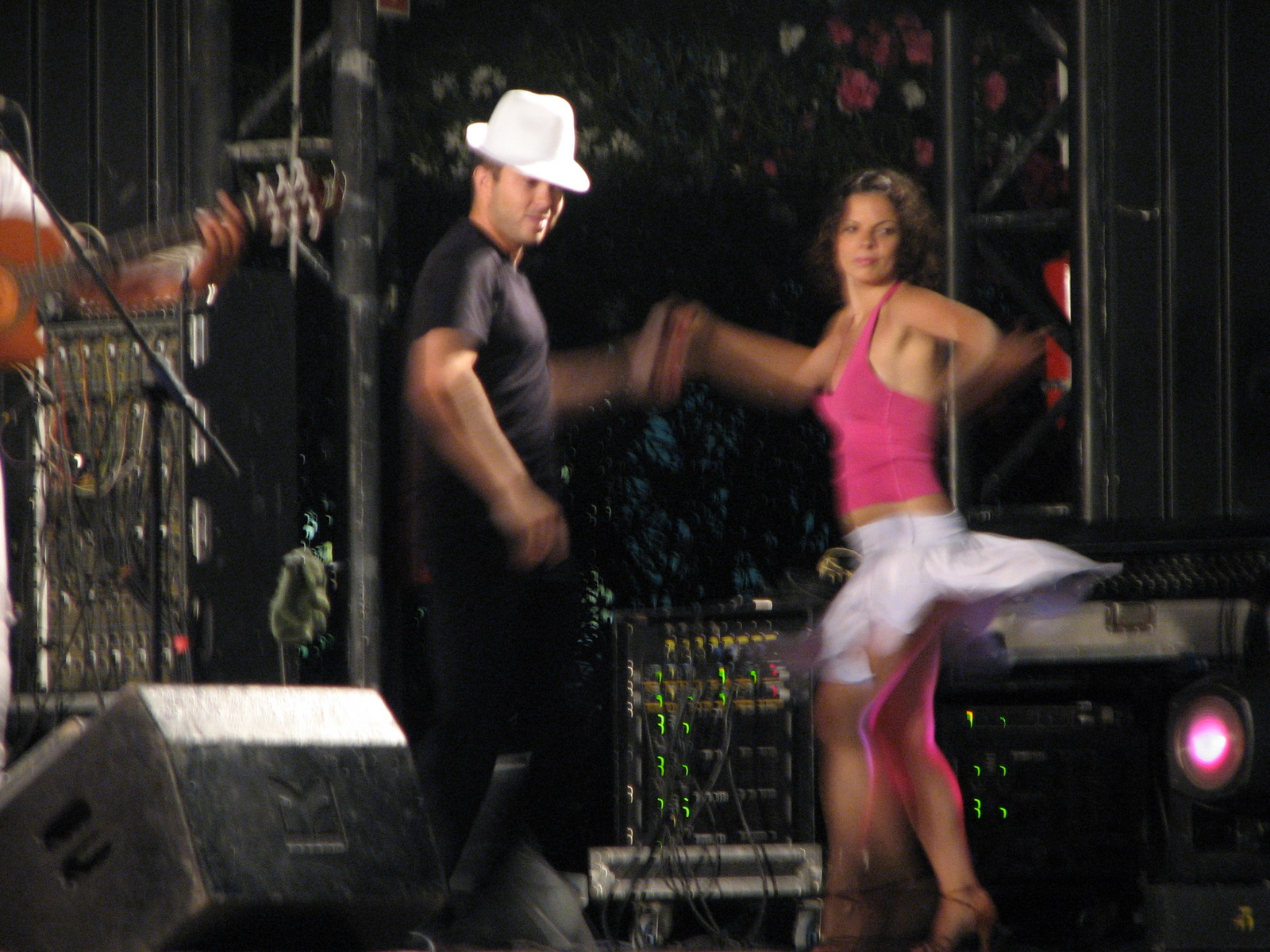
騷沙音樂

萨尔萨音樂，亦称骚沙音乐（Salsa music），是相當多元及受歡迎的拉丁美洲加勒比海音樂，在波多黎各樂手的演繹下，在世界各地皆有知名度。“騷沙”为“Salsa”的英文发音音译，但其发源地古巴和波多黎各语言为西班牙语，Salsa在西班牙语里的发音则为“萨尔萨”。萨尔萨與眾多音樂類型皆有聯繫，例如萨尔萨這個詞可以代表古巴多數的流行音樂（恰恰舞）。萨尔萨更明確的定義則是指，在60－70年代美國的古巴及波多黎各移民所創作的音樂風格，以及在80年代由此發展出來的浪漫萨尔萨（Salsa romántica）。萨尔萨音樂目前在拉丁美洲及其他地方十分風行。與萨尔萨緊密相關的音樂有古巴的曼波、20世紀早期的古巴和聲（Son Cubano）以及拉丁爵士樂。拉丁爵士樂以及萨尔萨兩詞在某些時候可以互通意義，許多70年代前音樂家常同時被歸類為兩個領域之中。
萨尔萨的音樂本質來自於古巴。不過萨尔萨同時也是波多黎各及其他拉丁音樂與流行音樂、爵士樂、搖滾樂與R&B融合後的產物。萨尔萨音樂最初是在拉丁舞廳裡所彈奏的音樂，是拉丁音樂核心所在。不過Peter Manuel則認為萨尔萨音樂是在中南美洲尤其是古巴及波多黎各最受歡迎的舞蹈音樂，並且是在70－80年代中非西方音樂中最重要的音樂風潮之一。現今的萨尔萨音樂仍然與舞蹈息息相關，並且與萨尔萨舞此風格緊密相連。

## 萨尔萨
萨尔萨在西班牙語中代表醬，也代表在中南美料理中常見的辣味。今日，萨尔萨在英語以及西語當中皆有指涉某種音樂的意思。因此，萨尔萨的意義轉變為"代表眾多拉丁音樂與風格的名詞，雖生動但不是精確的名詞"。因為萨尔萨的定義頗有爭議。